# Babbo Natale cercasi (film 2001)
Babbo Natale cercasi (Call me Claus) è un film TV statunitense di genere commedia, prodotto per la televisione nel 2001, diretto da Peter Werner e con protagonista Whoopi Goldberg. Il film è dedicato a Nigel Hawthorne, interprete di Babbo Natale deceduto prima dell'uscita del film. Fu trasmesso negli Stati Uniti su TNT il 2 dicembre 2001, mentre l'edizione italiana fu distribuita lo stesso mese direttamente in VHS e trasmessa su Canale 5 due anni dopo col titolo Chiamatemi Babbo Natale.

## Trama
Alla cinica e scorbutica produttrice televisiva hollywoodiana Lucy Cullins (Whoopi Goldberg) il Natale ricorda un grande dolore, cioè una preghiera inesaudita fatta a Babbo Natale quand'era bambina, ovvero quella di far tornare il padre vivo dalla Guerra del Vietnam. Lucy assume nella sua emittente un certo Nick (Nigel Hawthorne) per interpretare il ruolo di Babbo Natale nel programma “Telecompro Televendo”. Nick, però, altri non è che il vero Babbo Natale, giunto ormai alla veneranda età di 200 anni e in cerca di qualcuno che lo sostituisca nella consegna dei doni: Lucy dovrà essere quel qualcuno poiché da bambina si scoprì che aveva lo Spirito del Natale innato, diventando così l'erede ideale.